# Măgureni, Hunedoara
Măgureni este un sat în comuna Beriu din județul Hunedoara, Transilvania, România.
Situat în zona etnografică a platformei Luncanilor, satul Măgureni este un cătun de munte locuit în trecut de o populație care se ocupa în primul rând de păstoritul oilor. Din punct de vedere turistic, satul Măgureni se află în apropierea capitalei Regatului Dac, Sarmizegetusa Regia, dar și aproape de Vârful Godeanu din Munții Șureanu. Accesul principal se face printr-un drum forestier care pornește din satul Sibișel, în continuarea DJ 705 F Căstău-Sibișel.
În perioada fără drum forestier, locuitorii cătunului circulau pe poteci puțin amenajate, pe la Puntea Fetii Mari, Piatra Pușcată, Izvorul Dulce, Curmătura Deluțului, Poiana Gardului, Deluț și Tarnița, ieșind pe Râul Mare în apropiere de Piatra Neamțului.
Înainte de Războiul al Doilea Mondial s-a construit un drum pentru cai și căruțe care făceau legătura cu localitățile de jos pe Răușor, Gura Tisei, Strâmbu, Deluț, Curmătura Deluțului, Izvorul Dulce, Piatra Pușcată, Măgureni.
Cu toată izolarea lor, măgurenii sunt o comunitate cu obiceiuri și datini care s-au perpetuat, constituind spiritualitatea așezării.
Atunci când satul avea 21 familii, amintim familiile: Țambă Miron, Rujoi Achim, Rujoi Radu, Rujoi Ion, Nasta Nicolae, Trufaș Lazăr, Cioara Vasile, Săndescu Ioan, Săndescu Vasile, Oproiu Nicolae.
Azi mai locuiesc în Măgureni familiile: Bucur Ion, Dumitrescu Ion, Nasta Ilie, Vinerean Domnica.
Oamenii de aici erau în trecut agricultori, crescători de animale. Odată cu exploatările forestiere din zonă, oamenii s-au angajat la aceste lucrări și au intrat într-un alt circuit al vieții economice și sociale.
Satele din jos îi numeau pe acești oameni mărgineni sau păcurari.
În ce privește proveniența și originea familiilor din cătun, după onomastica lor provin sau sunt înrudiți cu cei din Strugari, Costești-Deal, Grădiște și Luncani, unde se întâlnesc frecvent aceleași nume de familie.
Prezența acestei onomastici în satele amintite sau în Măgureni o ilustrăm prin două exemple:
a)„Pe teritoriul satului Ludeștii de Sus, printre fânețe se întindea gospodăria lui Țambă din grupul de case Văleni
b)O vatră veche era și gospodăria lui Radu Nasta din Costești-Deal
Măgurenii constituie un punct de deschidere spre zone de un mare interes turistic. După 3 km spre sud-est e poteca pe muntele și vârful Godeanu (1659 m) cel mai impunător ca altitudine din întreaga zonă. De pe vârful Godeanu ni se deschide o frumoasă panoramă atât spre Valea Mureșului, spre Deva cât și înspre masivul Retezat și Munții Bihorului.
În apropiere se află Steaua Mică, unde se ținea în fiecare vară nedeia mărginenilor, la care participau păcurarii din toată zona: Măgureni, Strugari, Costești-Deal, Grădiște, Luncani.
De sub culmea Godeanului izvorăsc apele Văii Godeanului, care mai jos poartă numele de Râul Grădiștei. La fel izvorăsc Valea Glivii și cea a Zebrului care se unesc la nord de Piscul Glivii cu pârâul Alunul, formând Râul Mare, afluent al Râului Sibișel.
De la Godeanu se poate continua drumul spre Muntele Scârna timp de o oră de mers și apoi se intră în marcajul ce anunță cabanele Prislop și Șureanu.
Gospodăria măgureanului este expresia stabilității și permanenței omului pe aceste meleaguri.
Toate casele sunt construite din lemn, pe fundație din piatră. Casele sunt acoperite cu șindrilă, numită aici „prăștilă". Azi doar trei case sunt acoperite cu țiglă.
Cu excepția iernii, anumiți membri ai familiei sunt plecați cu vitele la clăi. Oamenii mai plecau în Orăștie, Valea Jiului, Cugir, Sebeș, Hațeg, cu vitele la târg.
Între 1950-1965 a funcționat la Măgureni o școală cu clasele I - IV. Erau până la 7-8 copii la școală. Din vechea școală au mai rămas doar câțiva bolovani.
Ca și comunitate administrativă, cătunul a avut în anumite perioade primar pe Rujoi Ioan și subprimar pe Trufaș Lazăr.
Administrativ cătunul Măgureni a aparținut de Notariatul Căstău, Sfatul Popular Sibișel, iar în prezent de Primăria Beriu.
Pe lângă agricultură și creșterea animalelor, localnicii au lucrat și la pădure, înainte, lemnele de aici se transportau pe jos pe apă prin „plutire sălbatică" până la Greblă-Orăștie, unde se scoteau din apă. A urmat perioada când transportul lemnelor se făcea pe jilip, o construcție din lemn, lungă de 1-2 km pe care se introducea apa. Aici au existat astfel de jilipuri pe râul Gliva, Valea Măgureni și Râul Alunului. sat a funcționat la mijlocul secolului XX o școală primară cu clase simultane și un post de jandarmerie. Tot în prima jumătate a secolului XX satul Măgureni avea propriul primar, dar a renunțat la autogospodărire în favoarea apartenenței la comuna Sibișel. Măgureni făcea parte din cercul notarial Căstău. Casele erau la o distanță considerabilă una de alta. Erau construite din lemn pe fundație de piatră și acoperite cu șindrilă din lemn de brad (bucăți de lemn asemănătoare țiglelor). Morții erau îngropați în curtea casei. Tot în jurul casei era și o mică grădină de zarzavaturi, dar și construcții de lemn care adăposteau alte animale domestice necesare traiului. Măgurenenii mai creșteau porci și cai, ultimii fiind folosiți mai mult la transport. În fiecare sâmbătă măgurenenii coborau la oraș pentru a participa la târgul din Orăștie. Înnoptau la Sibișel, iar dimineața plecau la Orăștie pentru a cumpăra diverse produse.
Biserică în sat nu a funcționat până în anul 2008, atunci când prin grija familiei Țambă, a fost adusă vechea biserică de lemn a Mănăstirii Afteia și montată pe un teren donat de Adam Țambă către Episcopia Aradului și Hunedoarei și sfințită de Episcopul Aradului Timotei Seviciul. Masa de după sfințire a avut loc în curtea casei familiei Țambă din apropierea bisericii. La slujba de sfințire a participat și preotul Ioan Sabău, un cunoscut dizident anticomunist, prieten al familiei Țambă, închis în mai multe închisori comuniste cum au fost cele de la Aiud și Pitești. În anul 2009 a fost creată noua Episcopie a Devei și Hunedoarei, moment în care, noul episcop al locului, Gurie, a ridicat Schitul Măgureni, iar cele trei maici rânduite să slujească aici s-au stabilit în casa familiei Țambă, până în anul 2012, atunci când s-a terminat primul corp de chilii al schitului. Astăzi, schitul a devenit mănăstire, cunoscută ca Mănăstirea Măgureni, având o obște de cinci maici. Părintele Nectarie este preotul mănăstirii, iar maica Maria este Stareța.
Datorită greutății vieții, în ultimii zeci de ani satul s-a depopulat, oamenii vânzând o parte însemnată a terenurilor familiare și mutându-se mai aproape de Orăștie, la Sibișel sau Căstău. Pe lângă Mănăstirea Măgureni, în sat mai există astăzi un canton silvic întreținut și folosit de pădurarul locului. Oameni din zona Orăștiei și-au construit cabane noi în ultimii ani și vin la sfârșit de săptămână în Măgureni. Puține case sau grajduri au mai fost reparate/renovate, majoritatea fiind din păcate distruse. Locuitori ai zonei Orăștiei vin an de an vara cu stupii la Măgureni.

## Personalități
1. Rujoi Ioan - primar Măgureni.
2. Țambă Adam - ctitorul Mănăstirii Măgureni.
3. Țambă Alin-Adam - viceprimar Municipiul Orăștie, vicepreședinte Consiliul Județean Hunedoara.